# Helolaphyctis chrysorhea
Helolaphyctis chrysorhea là một loài ruồi trong họ Asilidae. Helolaphyctis chrysorhea được Hull miêu tả năm 1958. Loài này phân bố ở vùng Tân nhiệt đới.